# Teorema dell'inviluppo
Il teorema dell'inviluppo è un teorema matematico legato ad applicazioni economiche e al concetto di minimizzazione della spesa. 
Il teorema esiste in due versioni: una versione regolare (per problemi di ottimizzazione non vincolata) ed una versione generalizzata (per problemi di ottimizzazione vincolata).
Secondo l'enunciato della versione generalizzata, dato un problema di ottimizzazione, la derivata della funzione valore (cioè la funzione che mette in relazione il valore della funzione obiettivo con i parametri del problema) rispetto ad un parametro, è uguale alla derivata della Lagrangiana rispetto allo stesso parametro.
L'importanza di tale teorema è dovuta anche al fatto che da esso discendono il lemma di Hotelling, il lemma di Shephard e l'identità di Roy. Esso inoltre permette un calcolo più semplice di statistiche comparative in modelli economici.
Nel seguito dell'enunciazione le considerazioni fatte per problemi di massimizzazione valgono alla stessa maniera anche per problemi di minimizzazione e si assume che le variabili in grassetto rappresentino vettori.

## Teorema dell'inviluppo
Si consideri un arbitrario problema di massimizzazione non vincolata
{\displaystyle \max _{\mathbf {x} }f(\mathbf {x} ,\mathbf {r} )}
in cui la funzione obiettivo {\displaystyle f(\mathbf {x} ,\mathbf {r} )} dipende da alcuni parametri {\displaystyle \mathbf {r} }. Sia {\displaystyle f^{*}(\mathbf {r} )} la soluzione del problema di massimizzazione in funzione dei suoi parametri {\displaystyle \mathbf {r} }:
{\displaystyle f^{*}(\mathbf {r} )=\max _{\mathbf {x} }f(\mathbf {x} ,\mathbf {r} )}
e sia {\displaystyle \mathbf {x} ^{*}(\mathbf {r} )} l'argomento corrispondente al valore massimo {\displaystyle f^{*}(\mathbf {r} )}, ossia tale che {\displaystyle f^{*}(\mathbf {r} )=f(\mathbf {x} ^{*}(\mathbf {r} ),\mathbf {r} )}:
{\displaystyle \mathbf {x} ^{*}(\mathbf {r} )={\underset {\mathbf {x} }{\operatorname {arg\,max} }}\,f(\mathbf {x} ,\mathbf {r} )}
Il teorema dell'inviluppo mostra come {\displaystyle f^{*}(\mathbf {r} )} cambia al variare del parametro. In formule:
{\displaystyle {\frac {d\ f^{*}(\mathbf {r} )}{d\ r_{i}}}={\frac {\partial f(\mathbf {x} ,\mathbf {r} )}{\partial r_{i}}}{\Bigg |}_{\mathbf {x} =\mathbf {x} ^{*}(\mathbf {r} )}}
La derivata di {\displaystyle f^{*}(\mathbf {r} )} rispetto a {\displaystyle r_{i}} è data quindi dalla derivata parziale di {\displaystyle f(\mathbf {x} ,\mathbf {r} )} rispetto a {\displaystyle r_{i}}, tenendo {\displaystyle \mathbf {x} } fissato, e valutandone poi il valore di ottimo {\displaystyle \mathbf {x} =\mathbf {x} ^{*}(\mathbf {r} )}.

## Teorema dell'inviluppo generalizzato
Esiste anche una versione di tale teorema, chiamata teorema dell'inviluppo generalizzato, usata in problemi di ottimizzazione vincolata.
Considerando il seguente problema
{\displaystyle \max _{\mathbf {x} }f(\mathbf {x} ,\mathbf {r} )\;\;s.t.\;\;\mathbf {g} (\mathbf {x} ,\mathbf {r} )=\mathbf {0} }
dove il vincolo è espresso da {\displaystyle \mathbf {g} (\mathbf {x} ,\mathbf {r} )=\mathbf {0} }, si ha che esso è caratterizzato dalla funzione lagrangiana
{\displaystyle {\mathcal {L}}(\mathbf {x} ,{\boldsymbol {\lambda }},\mathbf {r} )=f(\mathbf {x} ,\mathbf {r} )-{\boldsymbol {\lambda }}\cdot \mathbf {g} (\mathbf {x} ,\mathbf {r} )}
in cui:
{\displaystyle {\boldsymbol {\lambda }}=(\lambda _{1},\dots ,\lambda _{n})}
{\displaystyle \mathbf {g} (\mathbf {x} ,\mathbf {r} )=(g_{1}(\mathbf {x} ,\mathbf {r} ),\dots ,g_{n}(\mathbf {x} ,\mathbf {r} ))}
Il teorema generalizzato dell'inviluppo quindi afferma che
{\displaystyle {\frac {\partial f^{*}(\mathbf {r} )}{\partial r_{i}}}={\frac {\partial {\mathcal {L}}(\mathbf {x} ,{\boldsymbol {\lambda }},\mathbf {r} )}{\partial r_{i}}}{\Bigg |}_{\mathbf {x} =\mathbf {x} ^{*}(\mathbf {r} ),\ {\boldsymbol {\lambda }}={\boldsymbol {\lambda }}(\mathbf {r} )}}
Si noti che i moltiplicatori di Lagrange {\displaystyle {\boldsymbol {\lambda }}} sono trattati come costanti durante la differenziazione della funzione lagrangiana; in seguito sono sostituiti con i loro valori in funzione dei parametri.